# Borawli
Le Borawli est un stratovolcan situé dans la région Afar en Éthiopie, à proximité de la rive est du lac Afrera (ou lac Giulietti).
Datant de l'Holocène, ce volcan est un cône atteignant 812 m formé de coulées de lave trachytiques et basaltiques.